# 天主教上侯教區
天主教上侯教區（拉丁語：Dioecesis Sanggauensis）是印度尼西亞天主教會的一個教區，位於西加里曼丹省中部，屬坤甸總教區，涵蓋上侯縣、昔加羅縣。現任主教為朱利奧·梅努奇尼。1968年4月9日自道房教區析出，設為昔加羅宗座監牧區。1982年6月8日升格為上侯教區。

## 堂區
上侯教區共管轄25個堂區、1個準堂區，並在教區與堂區之間劃分4個總鐸區。

### 聖伯多祿總鐸區
- 耶穌聖心主教座堂（上侯縣卡普阿斯鎮）
- 聖女小德蘭堂（上侯縣卡普阿斯鎮；Lintang）
- 聖阿方索斯堂（上侯縣Bonti鎮）
- 聖母升天堂（上侯縣影庚鎮）
- 聖保祿堂（上侯縣巫角鎮）
- 聖母無原罪堂（上侯縣Parindu鎮）
- 蓬曼聖母堂（上侯縣卡普阿斯鎮）
- 天主之母堂（上侯縣卡普阿斯鎮）：準堂區

### 聖多瑪斯總鐸區
- 耶穌聖心堂（上侯縣巴萊鎮）
- 聖方濟沙勿略堂（上侯縣美寮鎮）
- 基督君王堂（上侯縣上戴燕鎮）
- 聖伯多祿加尼削堂（上侯縣戴燕鎮）
- 基督君王堂（上侯縣多巴鎮）
- 聖三堂（上侯縣戴燕鎮）

### 聖方濟總鐸區
- 聖十字架堂（上侯縣Beduai鎮）
- 聖維雅納堂（上侯縣恩帝岡鎮）
- 善牧堂（上侯縣甘巴燕鎮）
- 聖保祿堂（上侯縣斯加簷鎮）
- 聖十字架堂（上侯縣Noyan鎮）

### 聖十字架總鐸區
- 聖伯多祿堂（昔加羅縣昔加羅鎮）
- 耶穌苦難堂（昔加羅縣那芽打曼鎮）
- 天主之母堂（昔加羅縣那芽馬合鎮）
- 耶穌聖心堂（昔加羅縣上昔加羅鎮）
- 聖伯多祿聖保祿堂（昔加羅縣昔加羅鎮）
- 聖母升天堂（昔加羅縣下勿里當鎮）
- 耶穌苦難堂（昔加羅縣上勿里當鎮）